# Café de Oriente

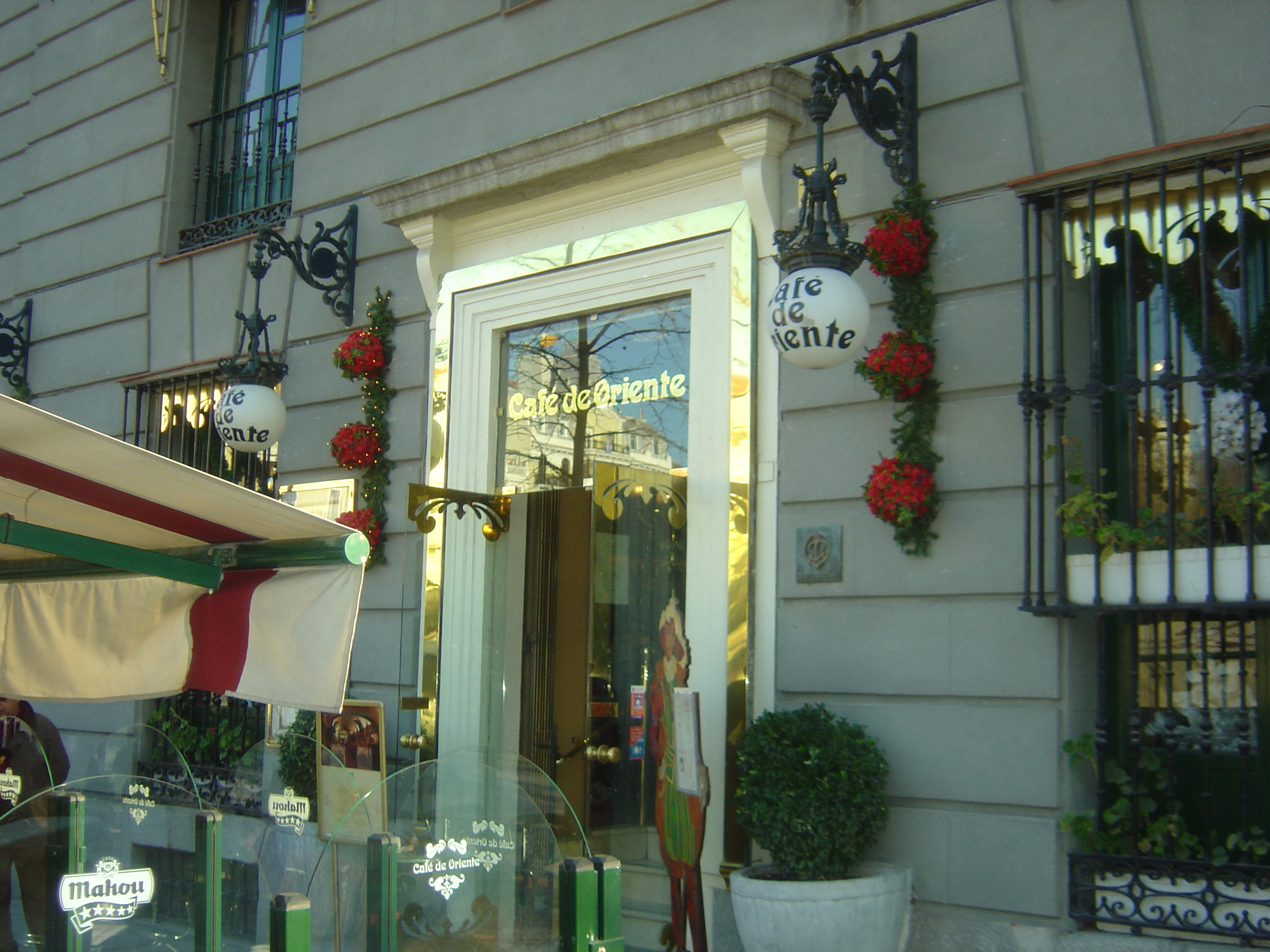
El Café de Oriente

El Café de Oriente es un café de Madrid ubicado en la Plaza de Oriente junto al Teatro Real y enfrente del Palacio Real. El estilo artístico interior del café es romántico con toques de neobarroco, a pesar de haber sido construido a finales del siglo xx. No debe confundirse con el antiguo y desaparecido Café Oriental entre las calles de Carmen y Preciados.

## Historia
El lugar donde se encuentra ubicado fue antiguamente un convento de Franciscanos Descalzos (Convento de San Gil, siglo xvi), reformado por Felipe III en el año 1613, y demolido a principios del xviii para abrir la Plaza de Oriente. El edificio actual fue levantado a mediados del xix, según proyecto del arquitecto Narciso Pascual y Colomer, si bien el café se renovó en 1983.

## Características
El café comprende el gran salón-café de planta baja y pequeños comedores con bóvedas de ladrillo en los sótanos, además de una terraza que se hace muy popular en los meses calurosos de verano. En la mesa n.º 9 desayunaba habitualmente el filósofo y alcalde madrileño Enrique Tierno Galván, mesa que frecuentaba también hasta poco antes de su muerte, el humorista Antonio Mingote.